# Лаврентий Римский
Лавре́нтий Ри́мский (лат. Laurentius — «увенчанный лавром»; ок. 225, Оска, Римская Испания — 10 августа 258, Рим) — архидиакон римской христианской общины, казнённый во время гонений, воздвигнутых императором Валерианом.
Святой почитается как в католической (память 10 августа), так и в православной церкви (память 10 (23) августа).

## Житие
«Деяния» Лаврентия были утрачены уже ко временам Блаженного Августина, который в одной из проповедей, посвящённых памяти святого, признавался, что использовал многочисленные предания о его жизни. Согласно традиционному житию, Лаврентий происходил из города Оска (ныне Уэска) в Тарраконской Испании и был учеником архидиакона Сикста. Когда Сикст стал Римским епископом в 257 году, Лаврентий был рукоположён в диаконы. Ему поручили надзор за имуществом Церкви и заботу о бедных.

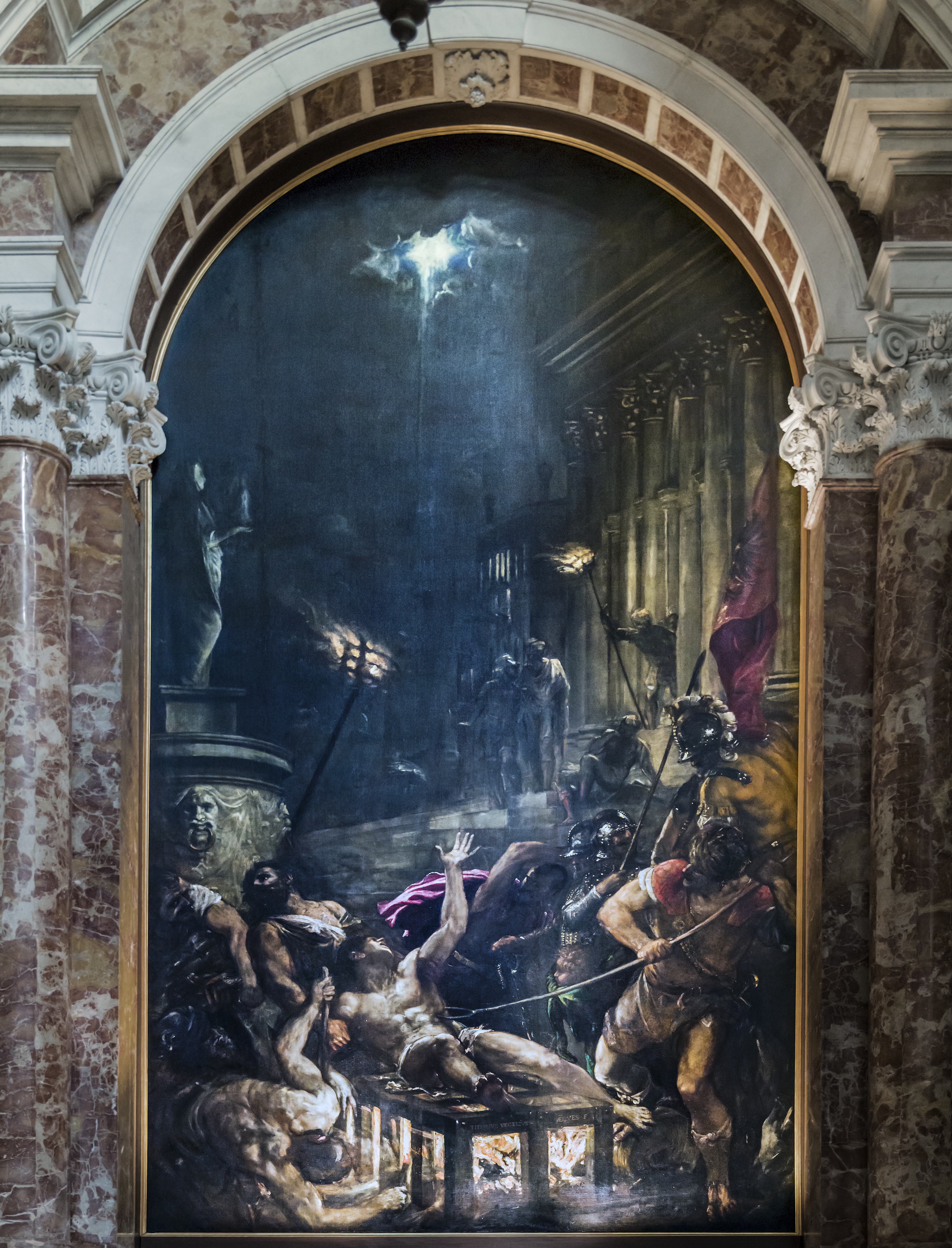
Тициан. Мученичество Святого Лаврентия. Церковь Джезуити, Венеция

Во время гонений Валерианом в 258 году многие священники и епископы были казнены, а христиане-сенаторы или члены знатных семейств лишались имущества и изгонялись из города. Сикст II был одной из первых жертв этих преследований (обезглавлен 6 августа). Легенда, переданная Амвросием Медиоланским, утверждает, что Лаврентий встретил Сикста, которого вели на казнь, и спросил его: «Куда ты, отче, грядешь? Зачем оставляешь своего архидиакона, с которым всегда приносил Бескровную Жертву? Возьми своего сына с собой, чтобы и я был общник тебе в пролитии крови за Христа!». Святой Сикст отвечал ему: «Не оставляю тебя, сын мой. Я старец и иду на лёгкую смерть, а тебе предстоят более тяжкие страдания. Знай, что через три дня после нашей смерти и ты пойдешь за мной. А теперь пойди, продай церковные сокровища и раздай гонимым и нуждающимся христианам». Современные исследователи отвергают этот эпизод как недостоверный.
После казни Сикста Лаврентий был брошен в темницу, где совершал чудеса, исцелял больных и многих обратил в христианство. Вскоре римский префект потребовал у него отдать государству сокровища Церкви. Попросив три дня срока, архидиакон раздал почти всё церковное имущество беднякам. На третий день он явился к префекту вместе с толпой нищих, калек, слепых и больных, заявив: «Вот подлинные сокровища Церкви» (в другом варианте — «Воистину богата Церковь, богаче вашего императора»; ср. римское предание о Корнелии). За эти слова Лаврентий был подвергнут жестоким пыткам и, отказавшись поклониться языческим богам, заживо изжарен на железной решётке: под неё подложили горячие угли, а слуги рогатинами прижимали к ней его тело. По преданию, во время казни Лаврентий сказал своим мучителям: «Вот, вы испекли одну сторону, поверните на другую и ешьте моё тело!»

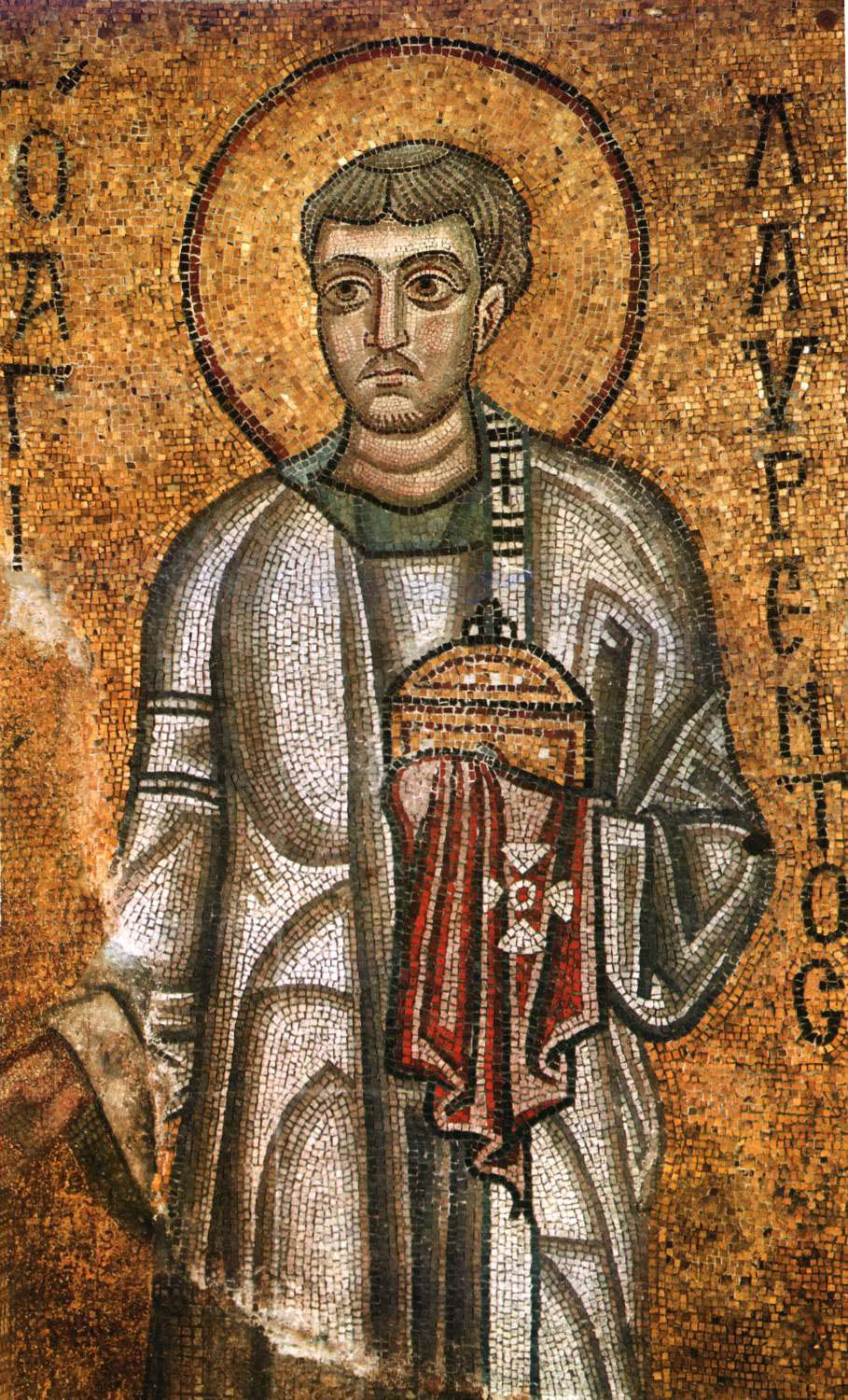
Мозаика с изображением святого Лаврентия из Софийского собора в Киеве. XI в.

## Иконография
В искусстве католических стран Лаврентий часто изображается с решёткой — орудием своей казни — и облачённым в далматику; в живописи популярны сюжеты с раздачей денег беднякам и исцелением слепых. Православное церковное искусство традиционно изображает его в одеянии дьякона и с ларцом в руке, который символизирует сокровища папы Сикста.